# Peter Woulfe
Peter Woulfe, irski kemik in mineralog, * 1727, † 1803.
Woulfe je prvi prišel na zamisel, da se znotraj wolframita skriva prej neodkrit element, ki ga danes imenujemo volfram. Leta 1779 je poročal o tvorbi rumenega pigmenta ob reakciji indiga z dušikovo kislino. Kasneje so drugi kemiki ugotovili, da je odkril pikrinsko kislino.
Ukvarjal se je tudi z alkemijo.